# Odorrana tiannanensis
Odorrana tiannanensis är en groddjursart som först beskrevs av Yang och Li 1980.  Odorrana tiannanensis ingår i släktet Odorrana och familjen egentliga grodor. IUCN kategoriserar arten globalt som livskraftig. Inga underarter finns listade i Catalogue of Life.